# آندریا گدالدی
آندریا گدالدی (انگلیسی: Andrea Gadaldi; ۲۵ اوت ۱۹۰۷ – ۱۶ ژانویهٔ ۱۹۹۳) بازیکن فوتبال اهل ایتالیا بود.
از باشگاه‌هایی که در آن بازی کرده‌است می‌توان به باشگاه فوتبال آ.اس. رم و باشگاه فوتبال برشا اشاره کرد.